# Tetraponera mocquerysi
Tetraponera mocquerysi é uma espécie de formiga do gênero Tetraponera, pertencente à subfamília Pseudomyrmecinae.